# Esteban Moore
Esteban Moore (Buenos Aires, 1952) Poeta, traductor y periodista.

## Biografía
Buenos Aires en 1952. Poeta, traductor y ensayista. Ha sido distinguido con  el premio poesía del Fondo Nacional de las Artes, mención del premio municipal de poesía, tercer premio de ensayo y la Condecoración  de la Orden Alejo Zuloaga, otorgada por la Universidad de Carabobo, Valencia,  Venezuela (2012). En 2020 la Legislatura de la Ciudad Autónoma de Buenos Aires lo nombró Personalidad Destacada de la Cultura.
Dicta cursos y seminarios en instituciones privadas. Es miembro del consejo editorial de la revista Prometeo, Festival Internacional de Poesía, Medellín, Colombia y corresponsal de la revista Poesía, Universidad de Carabobo, Valencia, Venezuela.  
En ensayo publicó: Primer Catálogo de Revistas Culturales de la Argentina (Ediciones Revista Cultura, auspiciado por la Secretaría de Cultura de la Nación y la Federación de Revistas Iberoamericanas, Buenos Aires, enero de 2001) y ha dado a conocer en revistas y diarios textos sobre la obra de Alberto Girri, H.A. Murena, Horacio Salas, Lawrence Ferlinghetti, Allen Ginsberg y la poesía argentina contemporánea, reunidos en Versiones y apropiaciones (Córdoba, 2012).
Ha colaborado con el ensayo ‘De la ranchería a la ciudad moderna’ en Argentina 1810-2010: Bicentenario, Secretaría de Cultura, Presidencia de la Nación, Buenos Aires, 2010. La revista Prometeo, Medellín, Colombia ha dado a conocer su ensayo: Jorge Luis Borges el escritor poeta (2016) y su ensayo El bicentenario de la declaración de la independencia y la tradición literaria argentina, será publicado próximamente por la Fundación Banco de la Ciudad de Buenos Aires.

En su condición de cronista urbano ha dado a conocer: Librerías de valor patrimonial de Buenos Aires, (Dirección de Patrimonio, Secretaría de Cultura del Gobierno de la Ciudad de Buenos Aires, Buenos Aires, diciembre de 2003) y  Pizzerías de Valor Patrimonial de Buenos Aires, (Ministerio de Cultura de la Ciudad de Buenos Aires, Buenos Aires, junio de 2006); ambos volúmenes realizados junto al artista plástico Horacio Spinetto.
En poesía ha publicado: La noche en llamas (1982); Providencia terrenal (1983), Con Bogey en Casablanca (1987), Poemas 1982-1987 (1988), Tiempos que van (1994), Instantáneas de fin de siglo (Montevideo, 1999, mención Honorífica Premio Municipal de Buenos Aires), Partes Mínimas (Mar del Plata, 1999); Partes Mínimas y otros poemas ( 2003, segundo  premio de poesía, Fondo Nacional de las Artes); Antología poética ( 2004, Colección Poetas Argentinos Contemporáneos, Fondo Nacional de las Artes), Partes Mínimas uno-dos (Córdoba, 2006), El avión negro y otros poemas (Buenos Aires,2007), Veinte años no son nada – antología,1987-2007-Córdoba, 2010),Pruebas al canto y otros poemas, (Córdoba,2012), Poemas (1982-2007) (Córdoba, 2015). 
Ha realizado la traducción de diversos autores de lengua inglesa: Lawrence Ferlinghetti, América desierta y otros poemas, Colección de Obras Representativas de la UNESCO (Ediciones Graffiti/Unesco, Montevideo Uruguay, 1996); Craig Czury, Tecnología Norteamericana y otros poemas (Papel Tinta Ediciones, Buenos Aires, 2003); Charles Bukowsky, Una de las más ardientes y otros poemas (Ediciones Laberinto, México, 2004);  Lawrence Ferlinghetti, Los Blues de la procreación y otros poemas (Alción Editora Córdoba, Argentina,  2005), Sam Hamill, Ojos bien abiertos y otros poemas, (Dirección de Cultura, Universidad de Carabobo, Valencia Venezuela, 2006), Lawrence Ferlinghetti  La vida sin fin y otros poemas, (Editorial Arquitrave, 64 páginas, Bogotá, Colombia, 2005),Jack Kerouac, Buda y otros poemas, antología, (Editorial Arquitrave, 64 pgs. Bogotá, Colombia, 2006), Sam Hamill, Un canto pisano, selección poética, (Postales Japonesas, 105 páginas, Córdoba, Argentina, 2011),  John F. Deane  Lejano país y otros poemas, (Alción Editora, 230 páginas, Córdoba, Argentina, 2011),Charles Bukowski, Una de las más ardientes (nueva edición ampliada, Postales Japonesas, 112 páginas, Córdoba, Argentina, 2012), Allen Ginsberg, Aullido y otros poemas, (Alción editora, 114 páginas, Córdoba, Argentina, 2012), Raymond Carver, Vos no sabés qué es el amor (nueva edición ampliada, Alción editora, 160 páginas Córdoba, Argentina, 2015), Gregory Corso, Querido Villon y otros poemas, Alción editora, 180 páginas Córdoba, Argentina, 2016)
                                                                                                                                           
Asimismo tradujo a Joy Harjo, C.K. Stead, Liv Lundberg, Patricia Jabbeh Wesley y Chirag Bandel para la edición del XVII  Festival de Poesía de Medellín (2007);   Freedom TV Nyamubaya, Nguyen Bao Chan, Bassem Al Meraiby , Joe Woods y Gulrokhsar Safi;  XVIII Festival de Poesía de Medellín ( 2008) y a Fatinah Quandil; Lenrie Peters; Fadhil Al Azzawi,   XIX  Festival de Poesía de Medellín ( 2009); Anne Waldman, Caroline Bird, Quamruzzaman, XX Festival de Poesía de Medellín, 2010.
Ha participado los festivales de poesía de Medellín, Colombia (1995, 2005 y 2010); Montevideo, Uruguay (1993); Rosario, Argentina (1994) Festival de Cali, Colombia (2005); Encuentro de Escrituras, Maldonado, Uruguay (2006, 2007, 2008,2009), 2011,2012,2013)Semana de las letras y la lectura (Rosario 2007), Encuentro Internacional de Poesía de Valencia, Venezuela (2006, 2012); V Semana Poética (Universidad de Dickinson, Carlisle, Pennsylvannia, EE. UU. (2007), Festival Internacional de Poesía de Caracas (2015). 
Fue invitado a la escuela de poesía The Jack Kerouac School of Disembodied Poetics, fundada por Allen Ginsberg, donde inició un proyecto de traducción y a la Schüle fur Dichtung in Wien , Viena Austria, donde expuso  sobre poesía y traducción. En 2005 y 2010  dictó en la Escuela de Poesía de Medellín seminarios  sobre las poéticas de los Beats. 
Colabora con publicaciones del país y del extranjero. Su obra ha sido parcialmente traducida al inglés, italiano, alemán, lituano, portugués y albanés e incluida en diversas antologías

## Estilo
Los textos poéticos de Esteban Moore, presentan, una cadencia acentuada en la paradoja como ocurre con su libro La noche en llamas (1982), asimismo contenidos perspicaces y sucintos donde predomina la intensidad y un lenguaje concreto.

## Obra
- Poesía

1. La noche en llamas Ediciones Satura, 20 páginas. Buenos Aires, 1982.
2. Providencia terrenal Ediciones de poesía La Lámpara Errante, 48 páginas. Buenos Aires, 1983.
3. Con Bogey en Casablanca  Ediciones Filofalsía, 48 páginas. Buenos Aires, 1987.
4. Poemas 1982-1987 Ediciones Ocruxaves, 102 páginas. San Fernando, 1988.  Esta edición reúne los libros anteriores del autor y fue realizada  con el apoyo económico del Fondo Nacional de las Artes.
5. Poemas 1982-1987 Ediciones Calle Abajo, 102 páginas. Buenos Aires, 1991. Reedición.
6. Poemas 1982-1987 Ediciones de la Aguja, 102 páginas. Buenos Aires, 1994. Reedición.
7. Tiempos que van Editorial Plus Ultra, 96 páginas. Buenos Aires, 1994.
8. Instantáneas de fin de siglo Editorial Graffiti, 67 páginas. Montevideo, Uruguay, enero de 1999. Mención honorífica, Premio Municipal de Poesía, Ciudad de Buenos Aires, Bienio, 1996-1997.
9. Partes Mínimas Editorial Martín, 72 páginas. Mar del Plata, Prov. de Buenos Aires, junio de 1999.
10. Partes Mínimas y otros poemas Editorial Papel Tinta, 74 páginas, Buenos Aires, 2003. Segundo premio de poesía del Fondo Nacional de las Artes, Régimen de Fomento a  la Producción Literaria, 2002.
11. Antología poética Colección Poetas Argentinos Contemporáneos, volumen 32, Fondo Nacional de las Artes, 96 páginas, Buenos Aires, 2004.
12. Partes Mínimas uno-dos Alción editora,  104 páginas, Córdoba, Argentina, 2006.
13. El avión negro y otros poemas                                                                                        Editorial papel tinta- colección de poesía La pluma fuente, edición auspiciada  por el Fondo Metropolitano de las Artes  y las Ciencias de la ciudad de Buenos Aires,  64  páginas, Buenos Aires, 2007.
14. Veinte años no son nada (1987-2007), antología, selección de Jorge Rivelli, Alción editora,  120 páginas, Córdoba, Argentina, 2010.
15. Pruebas al canto y otros poemas, Textos de cartón, 48 páginas, Córdoba, Argentina, 2012.

- Ensayo

1. Primer Catálogo de Revistas Culturales de la Argentina Ediciones Revista Cultura, auspiciado por la Secretaría de Cultura  de la Nación y la Federación de Revistas Iberoamericanas. 95 páginas, Buenos Aires, enero de 2001.
2. Lecturas y apropiaciones. Alción editora, 144 páginas,  Córdoba, Argentina, 2012.

- Crónica urbana

1. Librerías de valor patrimonial de Buenos Aires en colaboración con Horacio Spinetto Dirección de Patrimonio Secretaría de Cultura del Gobierno de la Ciudad de Buenos Aires, 187 páginas, Buenos Aires, diciembre de 2003.
2. Pizzerías de valor patrimonial de Buenos Aires en colaboración con Horacio Spinetto  Dirección de Patrimonio, Ministerio de Cultura de la Ciudad de Buenos Aires, 240 páginas, Buenos Aires, junio de 2006).

- Traducción

[Poesía traducida del inglés al castellano]
1. Charles Bukowski. Una de las más ardientes. Selección de poemas, 40 páginas. Ediciones Calle Abajo. Buenos Aires, 1988.

1. Raymond Carver. Desocupado y más poemas. Selección de poemas, 39 páginas. Ediciones Calle Abajo. Buenos Aires 1989.
2. Raymond Carver. Vos no sabés qué es el amor. Selección de poemas, 42 páginas. En colaboración con Patricia Ogan Rivadavia. Ediciones de la Aguja. Buenos Aires 1991.
3. Charles Bukowski. Erótica varia. Selección de poemas, 40 páginas. Ediciones de la Aguja. Buenos Aires 1991.
4. Lawrence Ferlinghetti. Viajes por América desierta y otros poemas. Selección de poemas, 77 páginas. Coedición Ediciciones UNESCO, París y Editorial Graffiti.  Montevideo 1996.
5. James Laughlin Los poemas de amor de James Laughlin. 104 páginas, (e/c con Osvaldo Picardoy Fernando Scelzo)  Proyecto de Poesía-Colección La Pecera, Editorial Martín,  Mar del Plata, 2001.
6. Craig Czury Tecnología Norteamericana –patente en trámite- y otros poemas. Editorial Papel Tinta, 82 pgs., Buenos Aires, 2003.
7. Charles Bukowski. Una de las más ardientes, selección de poemas. Ediciones Laberinto, 88 pgs., Ciudad de México, México, 2004.
8. Lawrence Ferlinghetti Los Blues de la procreación y otros poemas.                                            Alción Editora, 120 páginas, Córdoba, Argentina, 2005.
9. Lawrence Ferlinghetti                                                                                                                                                       La vida sin fin y otros poemas. Editorial Arquitrave, 64 páginas, Bogotá, Colombia, 2005.
10. Jack Kerouac Buda y otros poemas, antología. Editorial Arquitrave, 64 pgs. Bogotá, Colombia, 2006.
11. Sam Hamill Ojos bien abiertos y otros poemas, selección. Colección de poesía El cuervo, 67 pgs. Universidad de Carabobo, Valencia, Venezuela, 2006.
12. Jack Kerouac  Buda y otros poemas, selección poética. Alción Editora, 128 pgs., Córdoba, Argentina, 2008.
13. Sam Hamill Un canto pisano, selección poética. Postales Japonesas, 105 páginas, Córdoba, Argentina, 2011.
14. John F. Deane Lejano país y otros poemas. Alción Editora, 230 páginas, Córdoba, Argentina, 2011.
15. Charles Bukowski Una de las más ardientes (nueva edición ampliada) Postales Japonesas, 112 páginas, Córdoba, Argentina, 2012.
16. Allen Ginsberg Aullido y otros poemas. Alción editora, 114 páginas, Córdoba, Argentina, 2012.

[Libros traducidos del castellano al inglés]
1. Adhely Rivero La vida entera/ The Entire Life Universidad de Carabobo, 105 páginas, Venezuela. En colaboración con Sam Hamill).M. Renard, A. Van Deurs
2. Escultura Italiana en el Museo Nacional de Bellas Artes / Italian Sculpture  at the National Museum of Fine Arts, Asociación de Amigos Museo Nacional de Bellas Artes, 118 páginas, Buenos Aires, Argentina.